# Newtownabbey
Newtownabbey (irl. Baile Úr na Mainistreach) – miasto w Zjednoczonym Królestwie (Irlandia Północna, hrabstwo Antrim). Według danych ze spisu ludności w 2011 roku liczyło 65 646 mieszkańców – 31 523 mężczyzn i 34 123 kobiety.